# دهه ۱۱۲۰ (پیش از میلاد)
دهه ۱۱۲۰ (پیش از میلاد) صد و دوازدهمین دهه قبل از مبدا شروع تقویم میلادی است.